# Часовня Александра Невского (Мурино)
Часо́вня Алекса́ндра Не́вского — православная часовня в городе Мурино Ленинградской области, приписанная к храму святой великомученицы Екатерины. Объект культурного наследия России регионального значения c 23 октября 2019 года.

## История
Часовня Александра Невского построена в 1882 году в селе Мурино на развилке дорог в память о мученической кончине императора Александра II. Деньги на строительство были пожертвованы местными крестьянами. Рядом с часовней в 1911 году к празднованию 50-летия отмены крепостного права был установлен бюст императора (скульптор Пьетро Кюфферле).
После Октябрьской революции часовня была закрыта, а бюст Александра II исчез в годы Гражданской войны (сохранилась только нижняя часть постамента). В советские годы в здании находилась керосиновая лавка.
В 1996—1997 годах часовня прошла реставрацию, после чего была передана верующим и приписана к храму святой великомученицы Екатерины. 20 февраля 2004 года вышел акт о постановке часовни на учёт в качестве вновь выявленного объекта культурного наследия. Приказом комитета по культуре Ленинградской области от 1 декабря 2015 года этот статус был подтверждён, а 23 октября 2019 года часовня была признана объектом культурного наследия регионального значения.

## Описание
Квадратная в плане шатровая часовня построена из камня в русском стиле с элементами эклектики.